# Na'eem Jeenah
 (septembre 2009).
Si vous disposez d'ouvrages ou d'articles de référence ou si vous connaissez des sites web de qualité traitant du thème abordé ici, merci de compléter l'article en donnant les références utiles à sa vérifiabilité et en les liant à la section « Notes et références ».
Na'eem Jeenah (né à Durban le 8 août 1965) est un célèbre leader de la communauté musulmane et des mouvements pacifistes et anti-capitalistes en Afrique du Sud. Il est aussi un écrivain et un journaliste. Il est le mari de Shamima Shaikh.